# Tito Fleury
Tito Lívio Fleury Martins (São Paulo, 1 de junho de 1918 — São Paulo, 4 de junho de 2012) foi um polímata brasileiro que atuou em mais de quinze profissões, tendo se destacado como radialista, jornalista, ator, locutor e empresário. Considerado pioneiro do rádio no país, foi casado com Cacilda Becker, com quem teve um filho, e colaborou por décadas com Jânio Quadros, de cuja família era amigo.

## Origens e formação
Descendente de paulistas, fluminenses, goianos e matogrossenses, que por sua vez descendiam de portugueses, franceses e escoceses, Tito Fleury nasceu em uma família de classe média de São Paulo em 1 de junho de 1918, filho de Ary Oliveira Martins, comerciante diretor de uma loja de artigos médicos, e Cecília Couto de Magalhães Fleury. Formou-se bacharel em Direito em 1942 pela Universidade de São Paulo, mas não se dedicou muito à profissão, tendo advogado apenas por um tempo no escritório que tinha com um tio. Mesmo assim, foi membro da Caixa de Assistência e do Tribunal de Ética e Disciplina da OAB/SP.
Durante o percurso acadêmico, destacou-se de diversas formas: foi presidente da Sociedade Universitária Pan-Americana de Cultura, uma agremiação que congregava acadêmicos de todas as faculdades de São Paulo, membro do Partido Acadêmico Conservador, agremiação política dos alunos da Faculdade de Direito, candidato a vice-presidente do Centro Acadêmico XI de Agosto, membro da Comissão Organizadora do Departamento de Estudos Brasileiros e Panamericanos, membro da Comissão de Propaganda da FUPE, anunciador do Campeonato Estadual de Atletismo e anunciador da II Olimpíada Universitária Brasileira.
Em meados de 1942, fez CPOR, passando boa parte de seu tempo no quartel. Em 1947, foi promovido a 2º Tenente de Cavalaria. Apesar disso, foi mantido como oficial da reserva.

## Pioneirismo no rádio

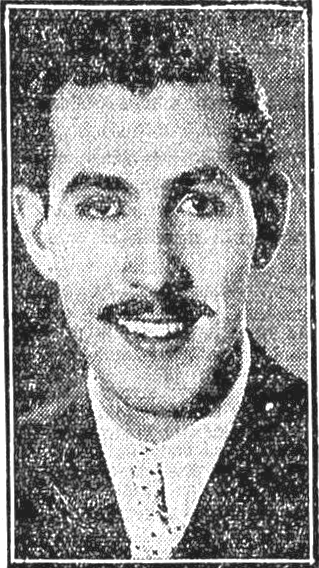
O jovem Fleury em junho de 1937, um mês após a inauguração da Rádio Bandeirantes.

A carreira de Tito no rádio se iniciou cedo: aos 16 anos, já era responsável pelo Canções Regionais, da Cultura (PRE-4). Poucos meses depois, já em 1935, passou a apresentar o Programa Regional, na Rádio Sociedade Record (PRB-9). Nesse mesmo ano, participou de uma hora de calouros da Rádio Cruzeiro do Sul cantando sambas. Um mês depois, ganhou um concurso para locutores na Rádio Excelsior e lá ficou por dois anos, dividindo-se, também, entre a Rádio Record. Esporadicamente, cantava nessas emissoras, como amador.

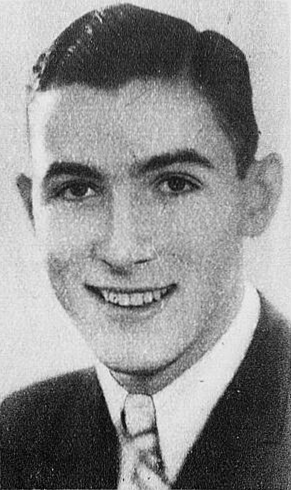
Aos 17 anos, Tito já era locutor da Rádio Excelsior.

Em 1937, pouco antes de completar 19 anos e após vencer outro concurso de locutor, integrou, junto a Plínio Freire de Sá Campello, Joaquim Carlos Nobre e Mário de Carvalho Araújo, a primeira equipe de locutores da Sociedade Bandeirante de Rádio Difusão (PRH-9), emissora que ajudou a fundar e que viria a se tornar a Rádio Bandeirantes (AM 840/FM 90.9). Participou do programa de estreia da estação em 6 de maio daquele ano, na sede localizada à rua São Bento, 365. Por esse feito, foi considerado um pioneiro do rádio no Brasil.

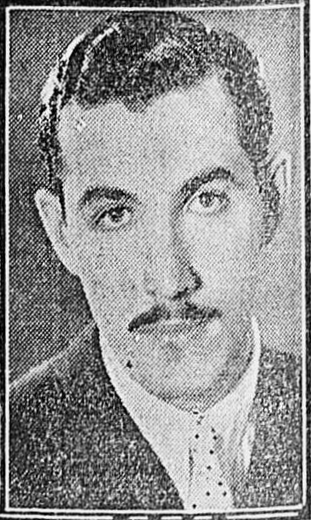
Na época em que apresentava o Swing Time, setembro de 1937.

Tito ganhou espaço na radiodifusora quando passou a substituir Joaquim Carlos Nobre no período principal. Descrito como "sóbrio e distinto", agradou bastante aos ouvintes da estação. Durante essa época, foi responsável pelas irradiações do X Campeonato Sul-Americano de Atletismo, uma tarefa difícil que conseguiu desempenhar com elegância, segundo um jornal da época. Em 14 de junho, foi locutor da inauguração do Estúdio Serrador, instalado na sala vermelha do Cine Odeon. Meses mais tarde, foi apresentador e redator do programa Swing Time, que consistia em audições de artistas populares, trabalho pelo qual recebeu críticas elogiosas.
Para ganhar espaço frente às concorrentes, a Bandeirantes se viu obrigada a reduzir a programação de música erudita e começou a investir mais em MPB e esportes, este último de modo improvisado: o escalado para narrar jogos foi Tito, que na época era locutor comercial, e o escolhido para comentá-los foi Enéas Machado de Assis, diretor artístico da rádio. Não obtiveram muito sucesso, mas inovaram ao adotar vestimenta padrão para identificá-los como radialistas da emissora, hoje algo comum. A Bandeirantes só criaria um departamento exclusivo para o esporte em 1939. Nesse ano, Fleury voltou à Cruzeiro do Sul, onde assumiu o cargo de locutor-chefe e ficou por três anos. Transferiu-se, em 1942, para as emissoras associadas Tupi e Difusora de São Paulo, onde trabalhou como locutor de programas e radioator, e depois para a Rede Ipiranga.

## A relação com Cacilda
Por volta de 1939, conheceu Cacilda Becker, uma jovem atriz de 18 anos que viu dançar em Santos, onde ela participava do teatro amador. Encontrou-a novamente em 1942, quando um colega do curso de Direito que fazia um jornal acadêmico o levou ao camarim para entrevistá-la. Tito, que já trabalhava como repórter, publicou uma entrevista exclusiva com a ainda principiante atriz na revista Universal, sob o título "Cacilda Becker: uma estrela que surge", como que prevendo seu sucesso vindouro. Tornaram-se amigos e, após vários convites de Tito para tomar café com leite após os espetáculos, começaram a namorar no ano seguinte. Os dois viveram maritalmente por cinco anos sem oficializar a união, um tabu para a época. Durante esse período, no final de 1944, Cacilda descobriu que estava grávida. O casal concluiu que aquele não era o momento para ter um filho e Cacilda abortou, fazendo uma raspagem, decisão da qual Tito se arrependeu décadas mais tarde. Em 1946, Cacilda enfrentou um novo aborto. Casaram-se em 15 de março de 1947, na Basílica de Nossa Senhora Aparecida, passando Cacilda a assinar Cacilda Becker Fleury Martins, mas o matrimônio durou somente até 1949, desfazendo-se logo após o nascimento do único filho do casal, o ator, empresário, e político formado em Filosofia Luiz Carlos Becker Fleury Martins, o "Cuca". O motivo da separação foi o fato de Cacilda ter se apaixonado pelo diretor do Teatro Brasileiro de Comédia, o italiano Adolfo Celi, com quem viveu um curto romance antes de conhecer, em 1956, seu futuro novo marido, o também ator Walmor Chagas. O desquite amigável foi assinado no começo de 1950.

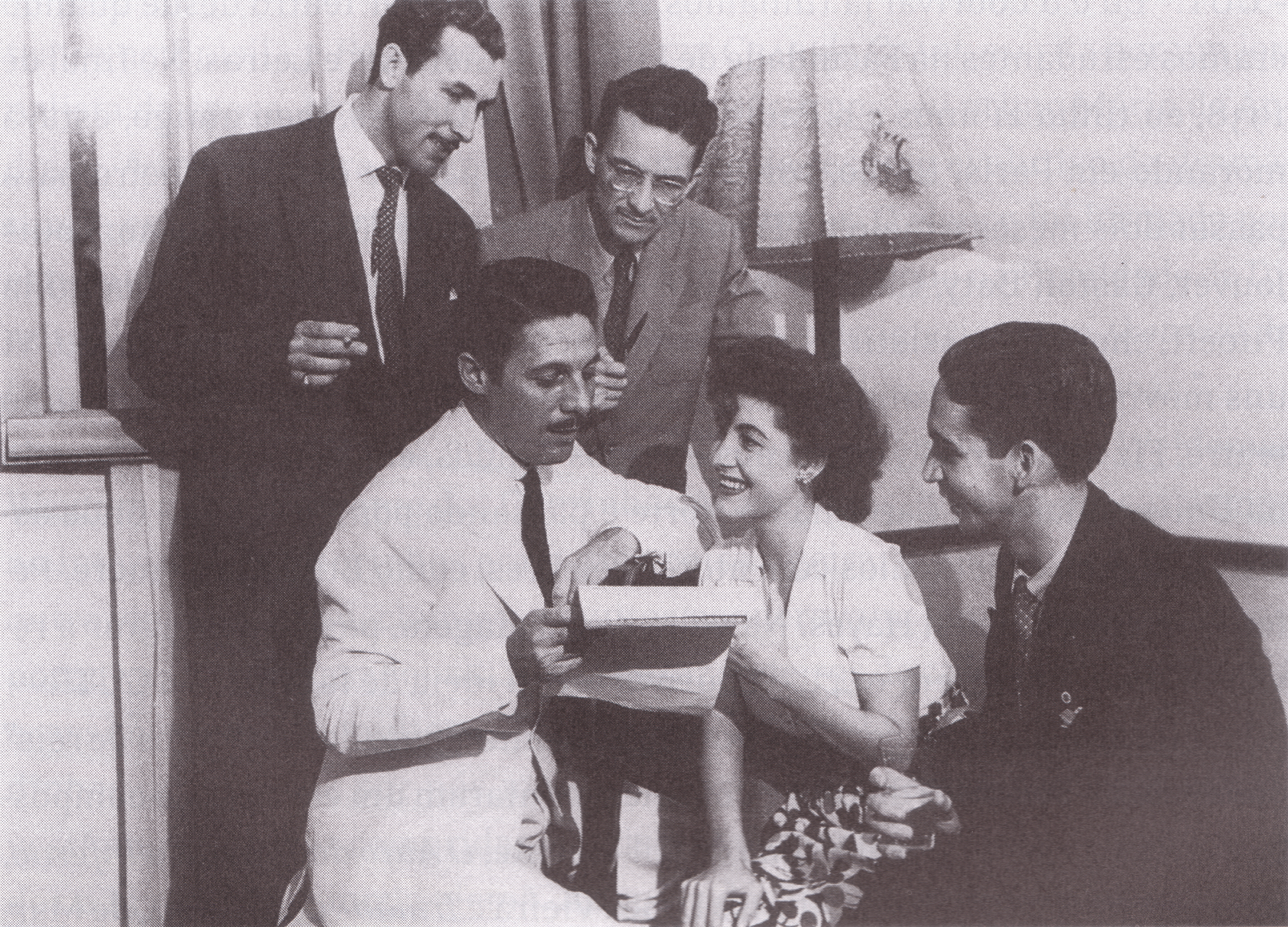
Fleury com Plínio Freire de Sá Campello, Jean Sablon, Cacilda Becker e Genperfil, 1943.

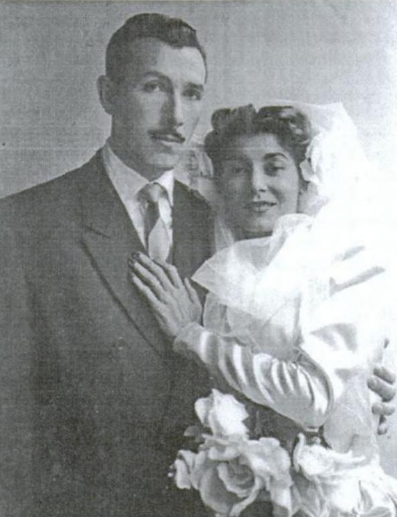
Foto oficial do casamento de Fleury e Becker em Aparecida do Norte, 15 de março de 1947.

A partir do começo de 1955, a relação entre os dois tornou-se conflituosa, com atritos gerados principalmente por causa da guarda do filho, resultando em um longo processo judicial. Após a intervenção do então governador Jânio Quadros — que, ao contrário do que se esperava, dada sua relação com Tito, testemunhou a favor de Cacilda —, o processo se encaminhou a um desfecho e foi encerrado com um acordo definitivo em agosto de 1959, tendo sido concedida a guarda do garoto à avó materna e, ao pai, o pátrio poder.
Nos dias derradeiros de Cacilda, quando se encontrava em coma profundo após um aneurisma cerebral, Fleury foi um dos que mais ficaram ao lado da atriz. Ele e o filho, Cuca Becker, acomodaram-se no corredor onde ficava o apartamento de Cacilda e faziam suas refeições no próprio quarto dela. Revezavam-se no quarto da atriz Tito, Cuca, Cleyde Yáconis (irmã), Walmor Chagas (ex-marido), Maria Thereza Vargas (amiga que viria a escrever livro sobre sua vida), Nydia Licia (colega do teatro), Ruth Escobar (atriz e produtora de teatro) e Zila Maria Vergueiro.
Na peça Estrela Brazyleira a Vagar – Cacilda!!, produzida pelo Teat(r)o Oficina Uzyna Uzona, é contada a história da carreira da atriz. O personagem Tito Fleury foi vivido pelo ator Rodolfo Dias Paes.
Ao longo da vida, Fleury teve pelo menos mais três companheiras, sendo pai novamente em 1955, então com 37 anos.

## Carreira artística

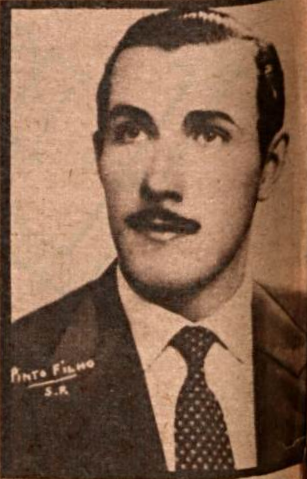
Na época de radioator, 1943.

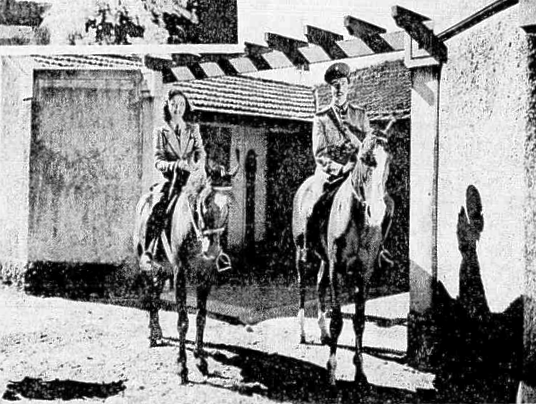
Norma Lopes e Tito Fleury em uma das primeiras cenas de Terra e Espada, 1940.

Na área artística, desempenhou diversas atividades tanto no rádio quanto na televisão, entre elas a de ator, radioator, diretor de radionovelas e radioteatro, produtor, cantor e apresentador. Entre outras emissoras, trabalhou na Rádio Cruzeiro do Sul, na Rádio Excelsior (onde foi colega do escritor, roteirista e redator Marcos Rey, que o descreveu como "galã de radioteatro"), na Rádio Nacional, na Rádio América (ex-Rádio Cosmos, PRE-7, onde Tito, além de locutor, foi comentarista de jogos), na Rádio Tamoio, na Rádio Record, na Rádio Cultura e na Rádio Tupi, estas duas últimas juntamente à futura esposa. No início, ficou conhecido fazendo a voz de personagens juvenis, entre eles os heróis Capitão Brant e Homem-pássaro. Este último possuía um pequeno motor acoplado às suas costas, o qual fazia girar uma hélice que lhe permitia "voar". Alguns capítulos desta série radiofônica sobreviveram, a despeito do descuido dos brasileiros quanto à preservação da cultura nacional.

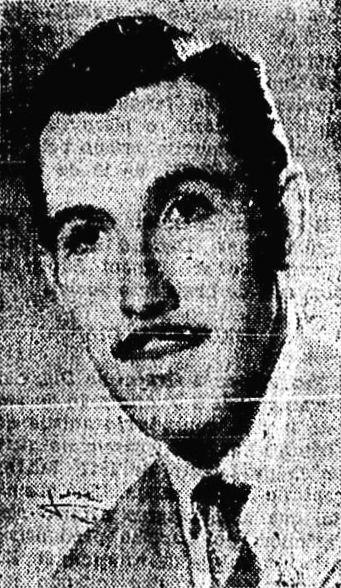
Por volta de 1946.

Pelo fim da década de 30, já era famoso na esfera do rádio. Considerado um galã, foi convidado a participar de filmes, incluindo No correio aéreo militar e Terra e Espada, uma produção da Cia. Americana de Filmes em que contracenaria com Norma Lopes e Diógenes Leite Penteado. As gravações deste último foram iniciadas, mas a película não foi completada devido a dificuldades financeiras da produtora. Em 1945, foi convidado a participar de A Moreninha, adaptação do romance homônimo de Joaquim Manuel de Macedo em que contracenava com Cacilda Becker e Bibi Ferreira. Dirigido por Miroel Silveira, o filme não chegou a ser concluído.

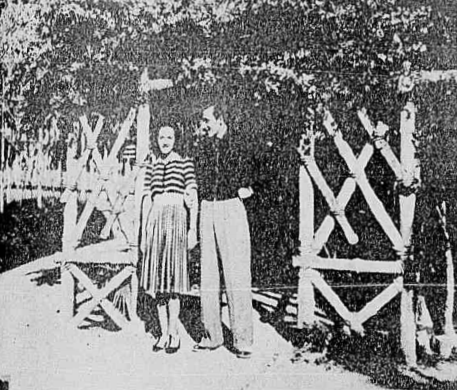
Lopes e Fleury em outra cena do filme.

No teatro, atuou em 12 peças e integrou, ao lado da companheira, o debutante Grupo Universitário de Teatro (filiado à USP e criado por Décio de Almeida Prado e Lourival Gomes Machado, dois colegas de Tito do curso de Direito), o grupo Os Comediantes (do qual foi secretário), o grupo Os V Comediantes (progressão do anterior), a cooperativa teatral Os Comediantes Associados (derivado do anterior; Tito foi diretor-secretário deste grupo), a recém-criada Companhia de Comédias Bibi Ferreira (onde lhe foi oferecido contrato como galã da companhia) e o consagrado TBC. Tito foi elogiado tanto por sua aparência jovial e atraente quanto por suas representações bem feitas. Para ele, o sucesso do ator no meio teatral era "60% de propaganda, 20% de talento, 10% de chance, isto é, oportunidade, 5% de desembaraço e 5% de outras 'coisinhas'".
Após a separação de Cacilda, desligou-se do TBC e acompanhou Madalena Nicol, demitida daquela companhia, num novo grupo teatral fundado pelo italiano Ruggero Jacobbi, diretor cênico que se desentendeu e demitiu-se do TBC. Lá, foi colega de Sérgio Britto, Jaime Barcelos e Ziembinski, este último seu diretor e colega de atuação nos anos passados.

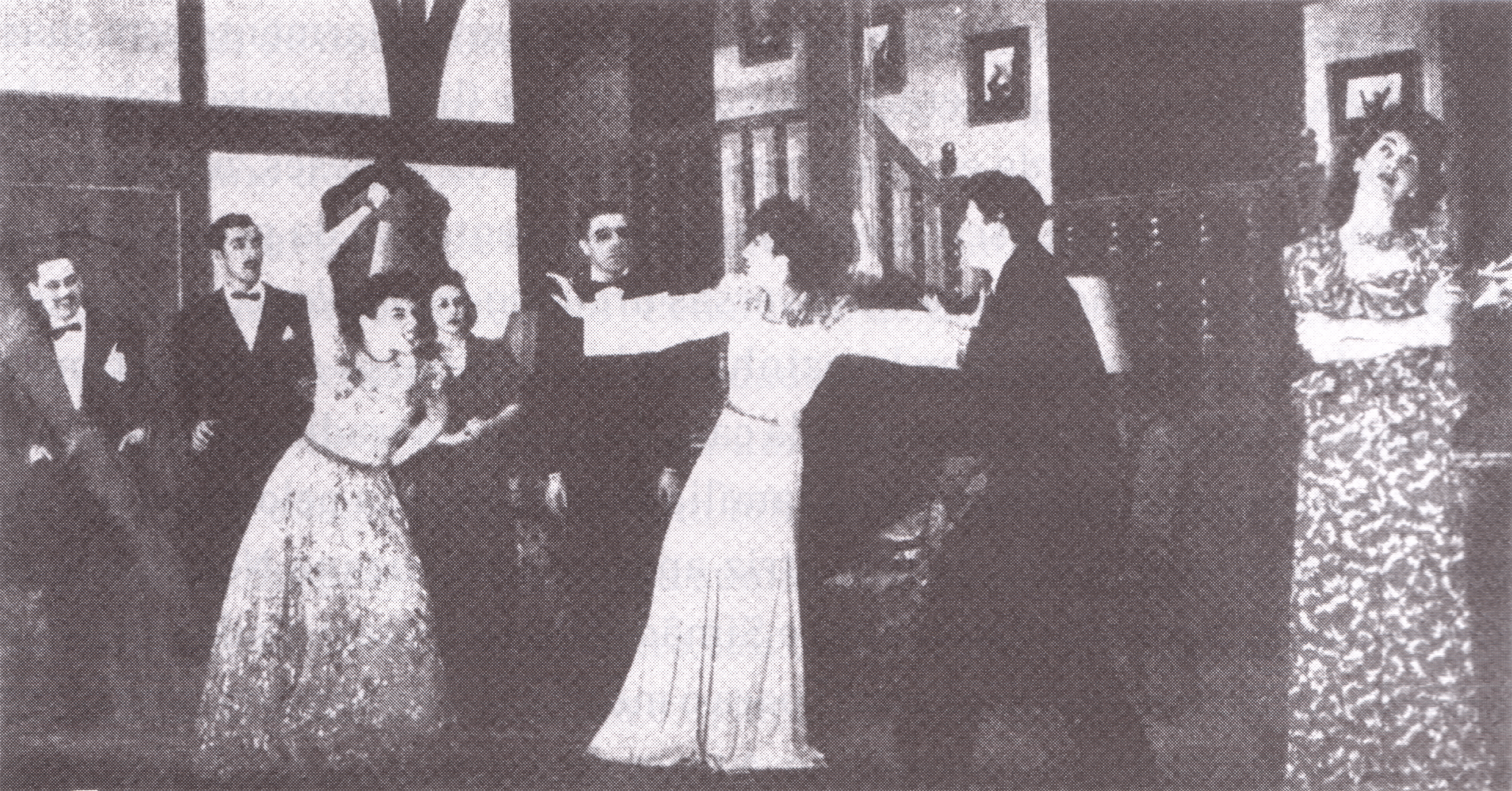
Fleury atuando na peça Que Fim de Semana!, da Cia. Bibi Ferreira, 1944.

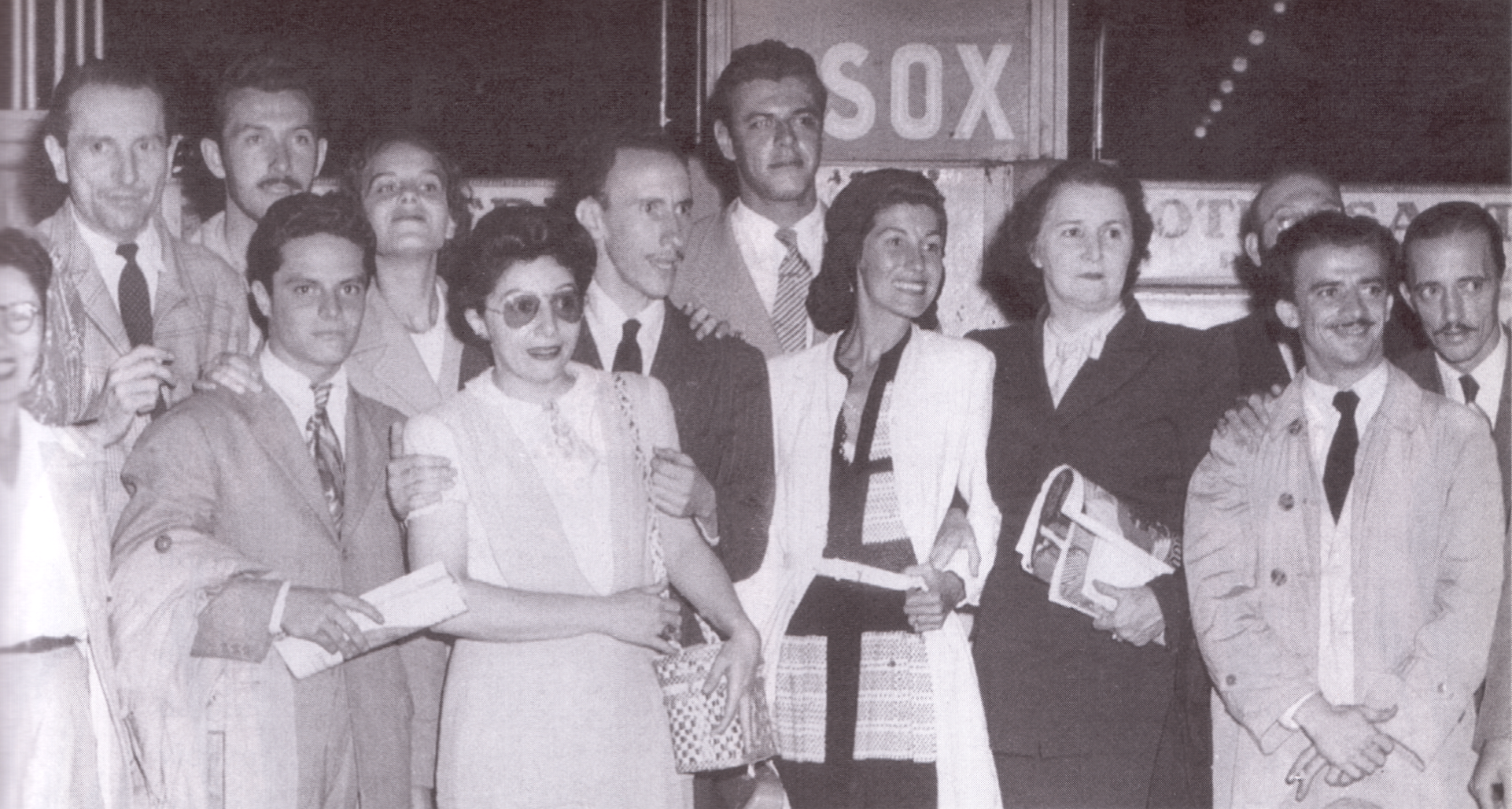
Tito (segundo na fila de trás) desembarcando em São Paulo com Os V Comediantes, 1947.

Em 1946, foi nomeado gerente da Companhia Nacional de Propaganda, agência de comunicação que produzia programas e publicidade para rádios. Cacilda escrevia parte do material e Tito chefiava o escritório da filial do Rio de Janeiro, onde o casal morou enquanto Cacilda filmava Luz dos Meus Olhos, da Atlântida Cinematográfica. Na década de 50, o próprio Tito chegou a participar de um filme fazendo papel de segundo galã. A produção se iniciou em fevereiro de 1951 e as gravações ocorreram em Americana. A Carne foi baseado no polêmico romance de Júlio Ribeiro, lançado originalmente em 1888. Foi produzido pela Brasil-Arte Filme Ltda. e coproduzido pela Cinematográfica Maristela S.A., enquanto a direção ficou por conta de Guido Lazzarini. Em 1952, ano do lançamento oficial, Enrico Simonetti ganhou o Prêmio Saci de Melhor Compositor pelo trabalho no filme.
Até os anos 70, Tito apresentou noticiosos e produziu programas, entre eles A moda dita a beleza e Música em vários tons, da TV Globo.

## I Festa da Música Popular Brasileira
Em 1959, Tito passou férias na Europa e ficou impressionado com o festival da canção italiana, realizado em Sanremo. De volta ao Brasil, trouxe na bagagem uma cópia do regulamento do festival, na esperança de que pudesse desenvolver em seu país um evento semelhante, com canções brasileiras. Apresentou a proposta ao jornal Última Hora, a qual agradou a seu dono, Samuel Wainer. Ciente de que seria essencial ver os artistas se apresentando e ouvir suas músicas, Tito não se contentou com a divulgação impressa e levou o projeto à TV Paulista, onde trabalhava na época. Houve pouco interesse por parte da Organização Victor Costa, então dona daquele canal.
Uma oportunidade surgiu quando seu amigo particular e ex-governador do estado, Jânio Quadros, convidou Paulo Machado de Carvalho, fundador da TV Record (canal 7), para um almoço. Paulinho, como era chamado, havia sido o primeiro patrão de Fleury quando este foi locutor da Rádio Record, em 1936. Tito aproveitou o ensejo para apresentar sua proposta e foi bem-sucedido: Paulinho abraçou a ideia, prometendo transmitir o concurso musical por rádio e televisão e dar o suporte necessário para a organização do evento. Foram chamados para colaborar com o projeto os maestros Silvio Tancredi e Zico Mazagão. A H. Stern foi contratada para confeccionar os troféus Noel de Ouro (homenagem a Noel Rosa), que premiariam os três primeiros colocados. Todos os outros receberiam medalhas ou diplomas, de modo que ninguém saísse do concurso de mãos vazias. Um dos patrocinadores do evento foi o Clube dos Artistas e Amigos da Arte de São Paulo (o "Clubinho"), do qual Tito fez parte como conselheiro, representando a categoria "Rádio e TV".
Foram realizadas quatro eliminatórias: as duas primeiras no Clubinho e as duas últimas no Teatro Record. A grande final ocorreu em 3 de dezembro de 1960, no Guarujá. A música vencedora foi "Canção do Pescador", do pianista (e colaborador de Tom Jobim) Newton Mendonça, que havia falecido de um infarto fulminante pouco mais de uma semana antes e foi representado pela esposa.
Ao contrário do que fora prometido, a TV Record e a TV Rio, pertencentes às Emissoras Unidas, grupo de Paulo Machado de Carvalho, não transmitiram as festividades. A divulgação se deu apenas pelas rádios Record e Panamericana, também do grupo de Carvalho. Ademais, o prometido LP do festival nunca foi lançado. Esse fatos contribuíram para a pouca repercussão do concurso. Apesar disso, o evento criado por Tito ficou marcado como o primeiro festival competitivo de canções em âmbito nacional da história da música popular brasileira, precursor dos célebres festivais de MPB realizados alguns anos mais tarde pela Excelsior e pela própria Record.

## Jornalismo
Suas incursões no mundo da atuação concentraram-se no período do fim dos anos 1930 aos anos 1950, tendo sido majoritariamente influenciadas pela esposa atriz. Na maior parte da vida, atuou principalmente como radialista e jornalista. Nesta última área, trabalhou como repórter na TV Globo, na TV Excelsior, na TV Paulista, na Folha da Manhã e n'A Gazeta. Teve textos publicados em grandes jornais, entre eles O Estado de S. Paulo, Folha de S.Paulo e Diário Popular. Entre 1978 e 2006, contribuiu ativamente com a Folha e com o Estadão, publicando quase 20 opiniões no primeiro jornal e quase 40 no segundo. Como redator e repórter internacional, viajou a 30 países e entrevistou, entre outros, o premiê soviético Nikita Khrushchov e o presidente-ditador argentino Juan Domingo Perón. Foi diretor-proprietário do Jornal da Semana (SP) e articulista do Jornal de Debates (RJ). Integrou a comissão de sindicância do Sindicato dos Jornalistas Profissionais do Estado de São Paulo, o conselho fiscal da Federação Nacional dos Jornalistas e representou o Sindicato dos Jornalistas de São Paulo no Congresso Sindical Mundial em Leipzig, Alemanha Oriental. Em 1957, participou do VII Congresso Nacional de Jornalistas, realizado pela Associação Brasileira de Imprensa.
Foi também segundo vice-presidente e segundo secretário da Associação dos Cronistas Parlamentares de São Paulo e membro da União Brasileira de Escritores.

## Envolvimento com a política
Fã de política (assunto sobre o qual costumava escrever), foi filiado ao PTB, partido de Getúlio Vargas, quem chegou a conhecer. Membro influente, Tito chegou a integrar a Comissão de Reestruturação do partido em âmbito paulista em 1951.
Foi amigo de longa data do companheiro de partido e ex-presidente Jânio Quadros, com quem teve relação profissional duradoura. Janista convicto, Fleury se envolveu com Jânio pela primeira vez quando participou de sua campanha para a prefeitura de São Paulo, em 1953. No ano seguinte, foi seu aliado na campanha para governador, pelo que foi recompensado pelo vitorioso Jânio com a vice-presidência da Companhia de Armazéns Gerais do Estado de São Paulo (atual CEAGESP). Durante campanha presidencial, alguns anos depois, distribuiu para toda a cidade de São Paulo o disco do jingle Varre, varre, vassourinha..., hino do janismo, além de ter sido autor de marchinhas promocionais do político. Depois, foi assessor de imprensa e comunicação social do Movimento Popular Jânio Quadros (movimento janista).
Para a segunda candidatura municipal de Jânio, igualmente bem-sucedida, montou um comitê de divulgação e apoio à campanha janista em sua construtora. Acabou sendo nomeado assessor-chefe de imprensa do gabinete da prefeitura, tendo sido descrito pela Folha de S.Paulo como "o assessor de imprensa mais poderoso que já passou pelo Ibirapuera" e apelidado "superassessor". Nos apenas seis meses e meio em que ocupou o cargo, teve de lidar com as frequentes desavenças entre Jânio e a imprensa. A mais séria ocorreu logo no quarto dia de exercício de Jânio como prefeito, em 4 de janeiro de 1986, quando este proibiu vários jornais, revistas e emissoras de rádio e de televisão de participar de uma entrevista coletiva, o que ocasionou protestos de jornalistas e levou a FENAJ a comparar sua gestão com o período da ditadura. Fleury demitiu-se do cargo no dia 18 de julho alegando que a remuneração não era compatível com o serviço prestado, além de demonstrar interesse em participar da campanha para governador de Paulo Maluf, político que admirava e em quem pretendia votar.
No ano em que a renúncia de Jânio completou duas décadas, Tito escreveu ao Jornal do Brasil contando suas memórias sobre o fatídico dia e afirmou que não acreditava na teoria conspiratória de que o presidente intentava dar um golpe branco. Segundo ele, a renúncia foi um ato corajoso do presidente que sinalizava ser o Brasil um país ingovernável naquela conjuntura política, principalmente considerando que Jânio tentou realizar reformas populares que iam contra o interesse de reacionários.
Ao lado do produtor Primo Carbonari, editou um documentário sobre Jânio intitulado A história de um homem, projetado em cinemas da periferia de São Paulo.

### Problemas com órgãos de segurança pública
Por terem tido vários amigos e conhecidos comunistas, além de terem pertencido à classe artística, predominantemente de esquerda, Tito e Cacilda estiveram na mira do Departamento Nacional de Informações (futuro Serviço Nacional de Informações) e do Departamento de Ordem Política e Social por anos. A suspeita de serem um casal comunista se iniciou quando Cacilda tomou parte em um evento ligado ao recém-legalizado PCB, um mês e meio antes do fim da segunda guerra. Em 1948, a participação dos dois no Centro Paulista de Estudos e Defesa do Petróleo, que fazia campanha pelo monopólio estatal do petróleo, tido pelo governo como um movimento de esquerda, reforçou a ideia de uma possível ligação com o comunismo. Chegaram a ser fichados pelo DNI, mas, como nunca se declararam comunistas, tampouco pertenceram ao PCB, não chegaram a ser presos. Em setembro de 1949, uma "informação reservada" do DOPS descreveu Tito e Cacilda como membros da "célula comunista mais ativa do meio artístico de São Paulo", que, segundo o órgão, funcionava clandestinamente no TBC. Em 1960, Tito foi secretário da União Cultural Brasil-URSS, considerada pelo DOPS como uma "entidade de divulgação comunista e de pregação de ideologia contrária aos interesses nacionais".

## Atuação como construtor e relação com o Itaim Bibi

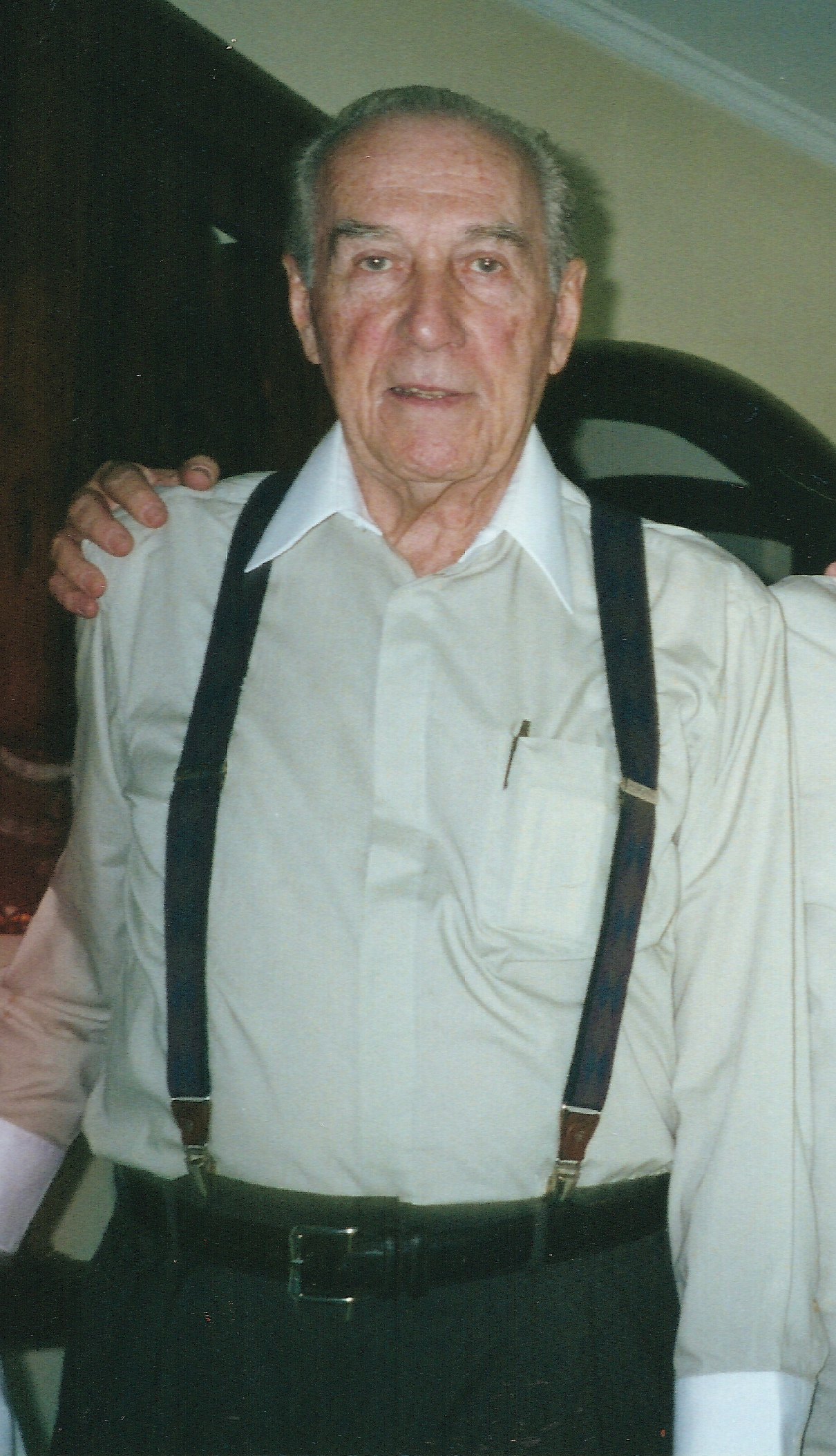
Tito Fleury em 2001.

Sua última atividade profissional foi a de empresário do ramo da construção civil, função que começou a desempenhar a partir dos anos 70. Como diretor da Fleury e Fleury SC Ltda., realizou obras na capital paulista, principalmente no Itaim Bibi, onde morava. O edifício Ary-Cecília, construído nesse bairro por Tito, leva o nome de seus pais como homenagem póstuma. Nele morou, durante quase uma década, Zélia Cardoso de Mello (ex-ministra da Economia, Fazenda e Planejamento de Fernando Collor de Mello, seu primo), com quem Tito, o então síndico, se desentendeu após uma reforma considerada por ele irregular. A demissão da ministra, pouco tempo depois, foi comemorada por Tito com foguetes num espetáculo pirotécnico que se deu no próprio prédio onde ela morava. O edifício Tito Fleury, também no Itaim, leva esse nome em referência a seu construtor.
A relação especial de Fleury com o bairro tinha motivo histórico: era descendente dos antigos donos de terra daquela região. Sua mãe, Cecília, era sobrinha de Leopoldo Alberto Couto de Magalhães Jr., conhecido como "Bibi", apelido que foi acrescido ao nome original do bairro para diferenciá-lo do Itaim Paulista. Leopoldo Jr. era filho de Leopoldo Alberto Couto de Magalhães, irmão do general José Vieira Couto de Magalhães, proprietário original de 120 alqueires da região onde hoje é o Itaim Bibi.  Fleury era, portanto, sobrinho-bisneto do fundador do bairro.
Também era neto do coronel Tito Lívio Martins, dono de terras na região de Tatuí, próspero fazendeiro produtor de café e um dos primeiros exploradores de petróleo no país (após permissão de lavra concedida por Dom Pedro II, renovada dois anos depois por Deodoro da Fonseca), e tataraneto do capitão-mor André Gaudie Ley.

## Anos finais
Nos últimos anos de sua vida, dedicou-se à escritura do livro A Volta ao Mundo em 50 Anos, o qual não chegou a terminar. Ainda lúcido nos dias finais, morreu viúvo em 4 de junho de 2012, três dias após o aniversário, de falência dos órgãos, aos 94 anos. O enterro se deu no Cemitério do Araçá, mesmo local onde foi sepultada Cacilda.
Era descrito como um indivíduo alto, encorpado, bem-apessoado, simpático, boêmio, erudito, intelectual, sério e circunspecto, dono de uma bela voz e um bigode à la Tyrone Power. Era conservador na aparência, nas atitudes, no gosto pessoal e nas tendências políticas. Falava francês fluente.

## Trabalhos

### Rádio
| Ano  | Programa                                               | Estação                       | Notas                                                                           |
| ---- | ------------------------------------------------------ | ----------------------------- | ------------------------------------------------------------------------------- |
| 1934 | Canções Regionais                                      | Cultura                       | [ 27 ]                                                                          |
| 1935 | Programa Regional                                      | Record                        | [ 29 ]                                                                          |
| 1936 | Hora de Matinas, Hora de Completas e/ou Oração Noturna | A Voz de Anchieta (Excelsior) | [ 175 ] [ 176 ]                                                                 |
| 1937 | X Campeonato Sul-Americano de Atletismo                | Bandeirantes                  | [ 35 ]                                                                          |
| 1937 | Swing Time                                             | Bandeirantes                  | Além de apresentar o programa, escrevia e lia crônicas de abertura e fechamento |
| 1939 | Sambas                                                 | Cruzeiro                      | [ 177 ]                                                                         |
| 1939 | Casino Encantado                                       | Cruzeiro do Sul               | Iniciativa de Fleury e Waldemar Murta                                           |
| 1939 | As Colunas do Trono                                    | Cosmos                        | Peça de radioteatro de fundo histórico; interpretou Clemente Pereira            |
| 1946 | Para Você Recordar                                     | Tamoio                        | Script de Campos Ribeiro                                                        |
| 1946 | Cancioneiros Famosos                                   | Tamoio                        | Script de Campos Ribeiro                                                        |
| 1946 | Suplemento Musical                                     | Tamoio                        | Script de Campos Ribeiro                                                        |
| 1946 | A Mulher dos Meus Sonhos                               | Tupi                          | Radionovela de Paulo Gracindo                                                   |
| 1950 | Debates sobre Cinema                                   | Excelsior                     | Programa em que convidava críticos e diretores de cinema                        |
| 1950 | A Família Pacheco                                      | Excelsior                     | Ensaiou e dirigiu o elenco; programa de Marcos Rey                              |
| 1950 | A Cidadela                                             | Excelsior                     | Ensaiou e dirigiu o elenco; radiofonização de Leonardo de Castro                |
| 1950 | Retrato do Brasil                                      | Excelsior                     | Narrador do programa                                                            |
| 1960 | I Festa da Música Popular Brasileira                   | Record e Panamericana         | Criador/idealizador do evento                                                   |

### Teatro
| Ano  | Peça                                     | Personagem                                   | Notas |
| ---- | ---------------------------------------- | -------------------------------------------- | --- |
| 1943 | Auto da Barca do Inferno                 | Fidalgo                                      | Produção do Grupo Universitário de Teatro                                                                   |
| 1943 | Os Irmãos das Almas                      | Tibúrcio                                     | Produção do Grupo Universitário de Teatro                                                                   |
| 1944 | Que Fim de Semana!                       | Sandy                                        | Produção da Companhia de Comédias Bibi Ferreira                                                             |
| 1944 | Sétimo Céu                               | ?                                            | Produção da Companhia de Comédias Bibi Ferreira dirigida por Georges Morineau, marido de Henriette Morineau |
| 1947 | Terras do Sem Fim                        | Cancioneiro popular, Sinhô Badaró e promotor | Produção d'Os Comediantes Associados e do Teatro Experimental do Negro                                      |
| 1947 | Não Sou Eu...                            | Anthony Johnson                              | Produção d'Os Comediantes Associados                                                                        |
| 1947 | Vestido de Noiva                         | ?                                            | Produção d'Os V Comediantes, peça de Nelson Rodrigues                                                       |
| 1949 | A Mão do Macaco                          | Sargento Morris                              | Produção do Grupo de Artistas Amadores                                                                      |
| 1949 | Dois Destinos                            | Bill                                         | Produção do TBC, Grupo de Artistas Amadores, Grupo de Arte Dramática e Sociedade Brasileira de Comédia      |
| 1949 | Nick Bar... Álcool, Brinquedos, Ambições | McCarthy                                     | Produção do TBC                                                                                             |
| 1950 | Electra e os Fantasmas                   | Capitão Adam Brant                           | Montagem de Ruggero Jacobbi com a Sociedade Paulista de Comédia                                             |

### Cinema e televisão
| Ano  | Título                     | Personagem                       | Notas |
| ---- | -------------------------- | -------------------------------- | --- |
| 1940 | Terra e Espada             | Oficial do Exército da Cavalaria | Produzido pela Cia. Americana de Filmes; filme não foi concluído                                                       |
| 1945 | A Moreninha                | ?                                | Baseado na obra homônima de Joaquim Manuel de Macedo; filme não foi concluído                                          |
| 1947 | Luz dos Meus Olhos         | n/a                              | Não atuou, mas ajudou na produção comprando cotas do filme, feito pela Atlândida                                       |
| 1949 | O Caçula do Barulho        | Vilão                            | Filme contava com Oscarito e Grande Otelo                                                                              |
| 1952 | A Carne                    | ?                                | Drama baseado na obra homônima de Júlio Ribeiro                                                                        |
| 1952 | Entre o Chão e as Estrelas | n/a                              | Tito dirigiu a parte artística do argumento; filme inacabado                                                           |
| 1956 | O Grande Desconhecido      | n/a                              | Narrador do documentário, ganhador do prêmio "Melhor documentário em longa-metragem" no Festival de Karlovy-Vary, 1958 |
| 1960 | Entrevistas                | n/a                              | Programa na TV Excelsior, canal 9 de São Paulo                                                                         |
| 19?? | A História de um Homem     | n/a                              | Documentário sobre Jânio Quadros editado em conjunto com Primo Carbonari                                               |
| 19?? | A moda dita a beleza       | n/a                              | Programa na TV Globo                                                                                                   |
| 19?? | Música em vários tons      | n/a                              | Programa na TV Globo                                                                                                   |